# Jaźń
Jaźń – oś, wokół której organizuje się struktura psychiczna człowieka. Jest odpowiedzialna za przepływ informacji z części świadomej do nieświadomej i odwrotnie. Pełni funkcję integrującą. Celem jaźni jest własne urzeczywistnienie w procesie teleologicznym (celowościowym), ale w trakcie rozwoju jednostki elementem pośredniczącym na tej drodze jest wytworzenie „ja” (czyli ego).
W terminologii Carla Gustava Junga jaźń stanowi centrum życia psychicznego i całości psychiki. Z poziomu nieświadomości podejmuje próby kierowania psychiką jednostki.
Jest celem i źródłem energii dla rozwoju człowieka poprzez proces indywiduacji, jak również motorem wszelkiej twórczości i duchowych poszukiwań. Jaźń zaliczana jest do archetypów. Zawiera obraz Boga.
Przez późniejszych autorów bywa określana jako cząstka istoty ludzkiej w Bogu, odpowiednik Królestwa Bożego wewnątrz człowieka z doktryny chrześcijańskiej.

## Semi-empiryczny charakter jaźni
Pojęcie jaźni ma charakter tylko częściowo empiryczny. Ogarnia sobą zarówno to, co doświadczalne, jak i to, co jeszcze nie doświadczone, a nawet to, co nie jest doświadczalne w ogóle. A ponieważ – ze względu na jej cechę wykraczania poza domenę świadomości – jest istotnością, którą można opisać jedynie częściowo, zatem pozostaje ona dla nas w zasadniczej mierze niepoznawalna i postulatywna. Tej nieopisywalnej Całkowitości człowieka: „której co prawda nie można unaocznić, która jest jednak nieodzowna jako pojęcie intuicyjne. Na płaszczyźnie empirycznej można tylko stwierdzić, że ja z każdej strony otoczone jest przez jakąś nieświadomą istotę. Dowodu na to dostarczyć może dowolny eksperyment skojarzeniowy, który ad oculos demonstruje jakże często występujący fakt, iż „ja” i jego wola zawodzą. Psyché to pewne równanie, które nie zafunkcjonuje bez czynnika nieświadomości – psyche stanowi pewną całość, która z jednej strony ogarnia „ja” empiryczne, z drugiej zaś jego transcendujące świadomość podłoże”.
Jaźń obejmuje sobą całe istnienie psychiczne człowieka i tym samym jest z definicji czymś dużo bardziej obszernym od świadomej osobowości związanej z „ego”. Zawiera bowiem obok niej również cień jednostki oraz nieświadomy aspekt kolektywny (nieświadomość zbiorową). Jest to jednak jakiś szczególny rodzaj zawierania, bo jak czytamy we fragmencie pracy Jolande Jacobi: „Jaźń stanowi centrum systemu psychicznego, obejmuje go i przenika siłą swego promieniowania, to nasz prawdziwy „punkt środkowy”, [który] jest ośrodkiem napięcia między dwoma światami i ich siłami”, tymi światami jest świat wewnętrzny i zewnętrzny, które zresztą w sensie ostatecznym i tak ona sama powołuje”.

## Jaźń a „ja”
Gdy rozpatrujemy problem jaźni, nieodłącznie pojawia się ona w kontekście „ja” oraz świadomości. I nie jest to przypadek, bo przecież jedyną treścią jaźni, jaką znamy, jest to co pojawia się w polu świadomości, czyli odnosi się i jest „gruntowane” właśnie w odniesieniu do „ja”, a stosunek tegoż „ja” do jaźni jest wyjątkowy:
- z jednej strony bowiem „ja” jest jedynym punktem „podparcia” dla centrującego się wokół niego pola świadomości, czemu towarzyszy tendencja do względnej emancypacji i traktowania siebie jako jedynego, niezależnego od wszystkiego, co mogłoby istnieć poza nim samym;
- z drugiej zaś strony „ja” zawiera się w jaźni i jako jej część może występować wobec niej na zasadzie reguły pars pro toto. Ego, czyli „ja” powstaje z jaźni w procesie rozwoju psychiki i staje się względnie samodzielnym tworem[8]. Jung porównywał ego do dziecka, które choć pochodzi od rodziców, staje się samodzielnym dorosłym człowiekiem.

„Ja” jest jednak przede wszystkim świadomościowym eksponentem jaźni i: „pozostaje do niej w takim stosunku jak patiens do agensa albo jak przedmiot do podmiotu, albowiem pochodzące z Jaźni postanowienia są bardziej ogólnej natury i dlatego są nadrzędne wobec tych, które podejmuje „ja”. Jak to, co nieświadome, tak Jaźń jest dana a priori, z czego wynika „ja”. Jaźń, by tak rzec, kształtuje „ja” w zarodku.
Nie ja tworzę samego siebie, lecz raczej ja dzieję się samemu sobie.
Dlatego, kiedy Jung porusza kwestię poznania jaźni, zwraca także uwagę, że poznanie to nie odnosi się w żadnym przypadku do samoświadomego siebie „ja” w sensie personalistycznym, lecz do owego ukrytego względem „ja” czynnika, będącego de facto psyche samą w sobie. Czynnik ten jest „nieznany” świadomemu podmiotowi i jednocześnie domaga się od niego nieuprzedzonego poznania. Jung twierdzi wręcz, parafrazując początkowy fragment Fundamentum Ignacego Loyoli, że: „świadomość zrodziła się po to, by rozpoznać (laudet), że pochodzi od wyższej Jedności (Deum), żeby starannie uwzględnić to swoje źródło (reverentiam exhibeat), a w ten sposób zapewnić całej psyche optimum możliwości życia i rozwoju (salvet animam suam)”.
W tym kontekście należy podkreślić, że tym, co według Junga jest człowiekowi „znane”, są wszelkie treści powiązane bezpośrednio z „ja”, natomiast na to, co jest człowiekowi „nieznane” składa się ze wszystkiego tego, co nie znajduje się z nim w wewnętrznej bądź zewnętrznej relacji.
Czym jest samo „ja” – podkreśla Jung – trudno jednoznacznie określić, gdyż jest ono czynnikiem złożonym i spoczywa na dwóch podstawach: na podłożu psychicznym i somatycznym. O podstawie somatycznej wnioskujemy z całości doznań endosomatycznych, które ze swej strony są już natury psychicznej, gdyż są skojarzone z ego, a tym samym i świadome. Natomiast o podstawie psychicznej wnioskujemy, odbierając z jednej strony treści znajdujące się w ogólnym polu świadomości, a z drugiej, treści napływające spoza tego pola – treści nieświadome.

## Konfrontacja z jaźnią
Zetknięcie się z jaźnią następuje u końca procesu indywiduacji. Jednostka uwrażliwia się na symbolikę jaźni – symbole oddające jedność przeciwieństw. Charakterystycznymi sygnałami zbliżania się do konfrontacji z jaźnią są obrazy przypominające swą konstrukcją mandale, wzmożenie wrażliwości na uniwersalne symbole religijne nasilające się doświadczenia indywidualnego wizerunku Boga (również wskutek możliwości zaistnienia utożsamienia jaźni z Bogiem).
Odnosząc to do przykładowego chrześcijanina, wizerunek Chrystusa może stać się symbolem jaźni.
Również Gautama Budda stanowił dla Junga inkarnację jaźni.
Niezdrowe dla stanu psychiki jest zbyt ścisłe związanie ego z jaźnią. Wówczas rozdęcie ego
(inflacja psychiczna) objawia się wrażeniami wszechmocy, wszechwiedzy i niezniszczalności. Pożądane jest natomiast urzeczywistnienie jaźni, które przynosi człowiekowi objawienie natury Absolutu.

## Krytyka
Krytycznie do jungowskiego pojęcia jaźni odnosił się James Hillman, zarówno do jej roli archetypu, jak i procesu indywiduacji, widząc w tym kolejną próbę wywarcia na psyche monoteistycznego znaczenia, w odróżnieniu od psychologicznego politeizmu, zwłaszcza w politeizmie greckim, w którym dopatrywał się niezredukowanej psyche.